# Avenue de La Bourdonnais
L’avenue de La Bourdonnais est située à Paris dans le 7e arrondissement, dans le quartier du Gros-Caillou.

## Situation et accès
Cette voie de 960 m, en partie en sens unique, commence quai Jacques-Chirac et finit sur la place de l’École-Militaire.
L’avenue est desservie, côté sud, par la ligne 8, à la station École Militaire.

## Origine du nom

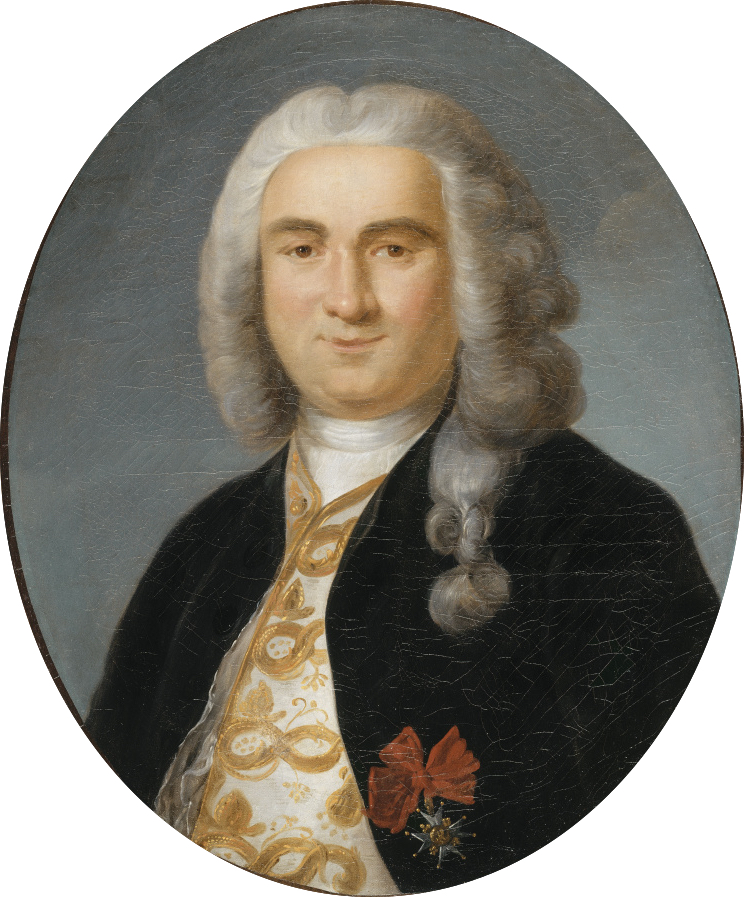
Bertrand-François Mahé de La Bourdonnais.

Elle tient son nom de Bertrand-François Mahé de La Bourdonnais, marin français et gouverneur général des îles de France (île Maurice) et de Bourbon (Réunion).

## Historique

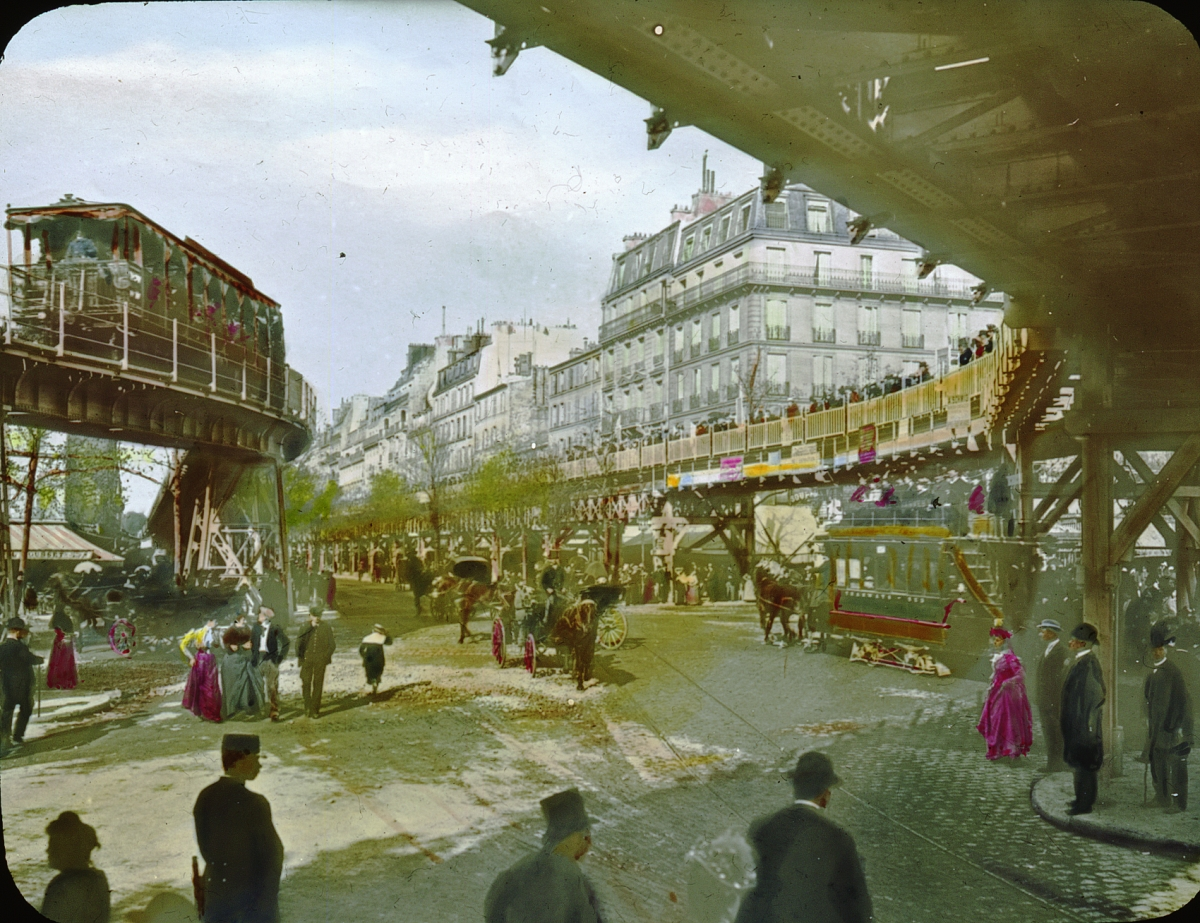
Trottoir roulant de l'exposition universelle de 1900.

La voie est tracée en 1770, sous le nom de « avenue de la Bourdonnaye », puis cédée par l'État à la ville de Paris en vertu de la loi du 19 mars 1838. Au XIXe siècle, l'orthographe « avenue de la Bourdonnaye » était encore usitée.

## Bâtiments remarquables et lieux de mémoire
- No 2 : à cet emplacement fut guillotiné Jean Sylvain Bailly, premier maire de Paris, le 11 novembre 1793.
- No 4 : Edmond Rostand y meurt le 2 décembre 1918.
- No 9 : le général Charles Mangin vécut dans cet immeuble[2].
- No 16 : la comédienne Edwige Feuillère habita cet immeuble de 1937 à 1970.
- No 18 : le maréchal Fayolle mourut dans cet immeuble le 28 août 1928.
- No 18 : le commentateur sportif Thierry Roland y habita avec son épouse[3].
- No 35 : bibliothèque municipale et gymnase municipal utilisé par le Gros-Caillou Sportif[4] et Vaugirard-Grenelle Sportif[5].
- No 41 : André Blondel (1863-1938), qu'une paralysie partielle retint chez lui pendant la plus grande partie de sa carrière, y mena l'essentiel de ses travaux de physicien[6].
- No 42 : domicile du général Édouard de Castelnau jusqu'au 10 juin 1940.
- No 54 : pharmacie installée vers 1900, inscrite aux monuments historiques (devanture et décor intérieur) en 1984[7]. L'enseigne de la façade indique « no 52 » (numérotation obsolète).
- No 73 : maison de retraite des sœurs de l'Immaculée Conception, où s'est retirée Yvonne de Gaulle à la fin de sa vie[8].
- No 81 : Institut de la maison de Bourbon.
- No 87 : un des sites du collège-lycée Fidès, créé en 1934[9].

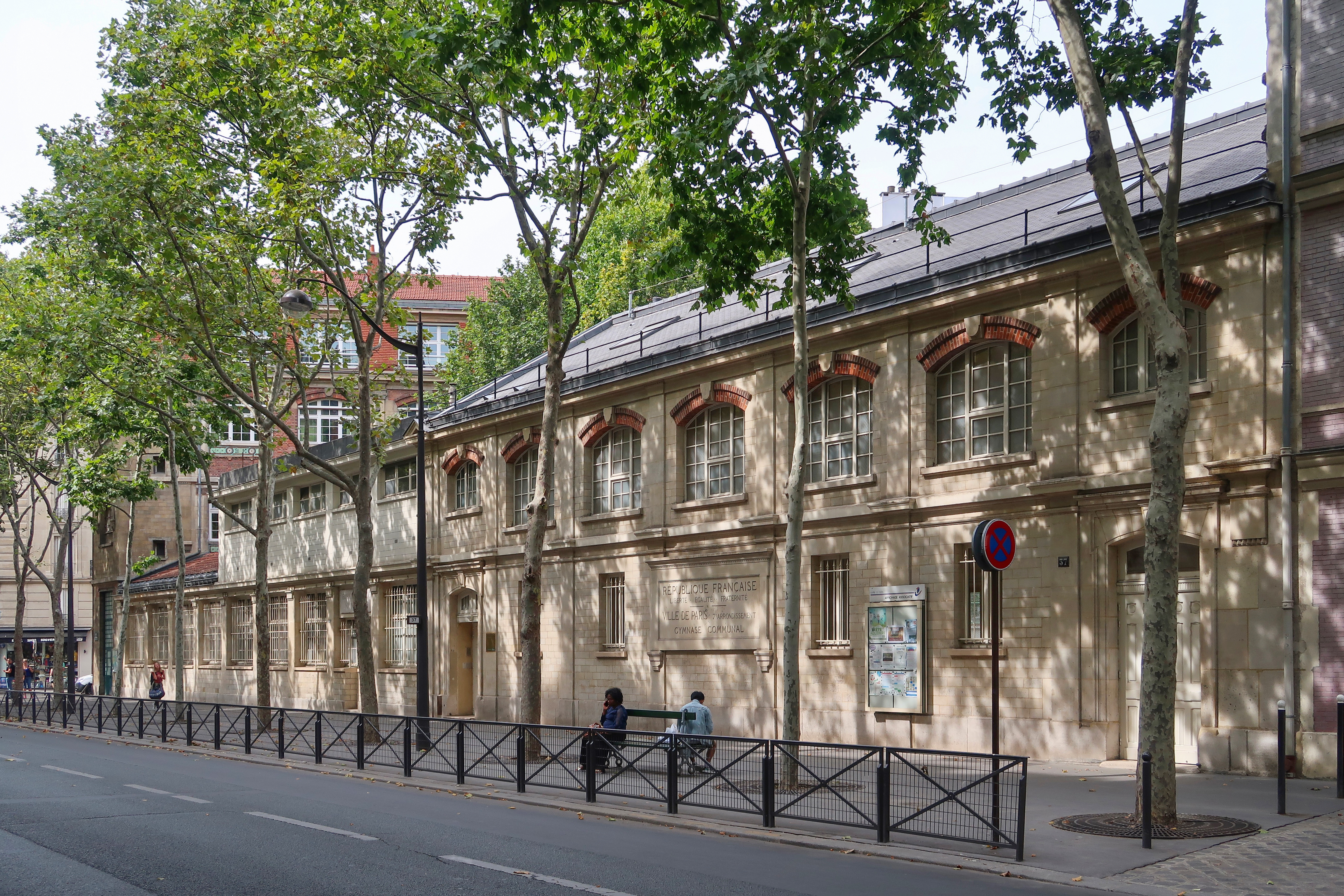
No 35.
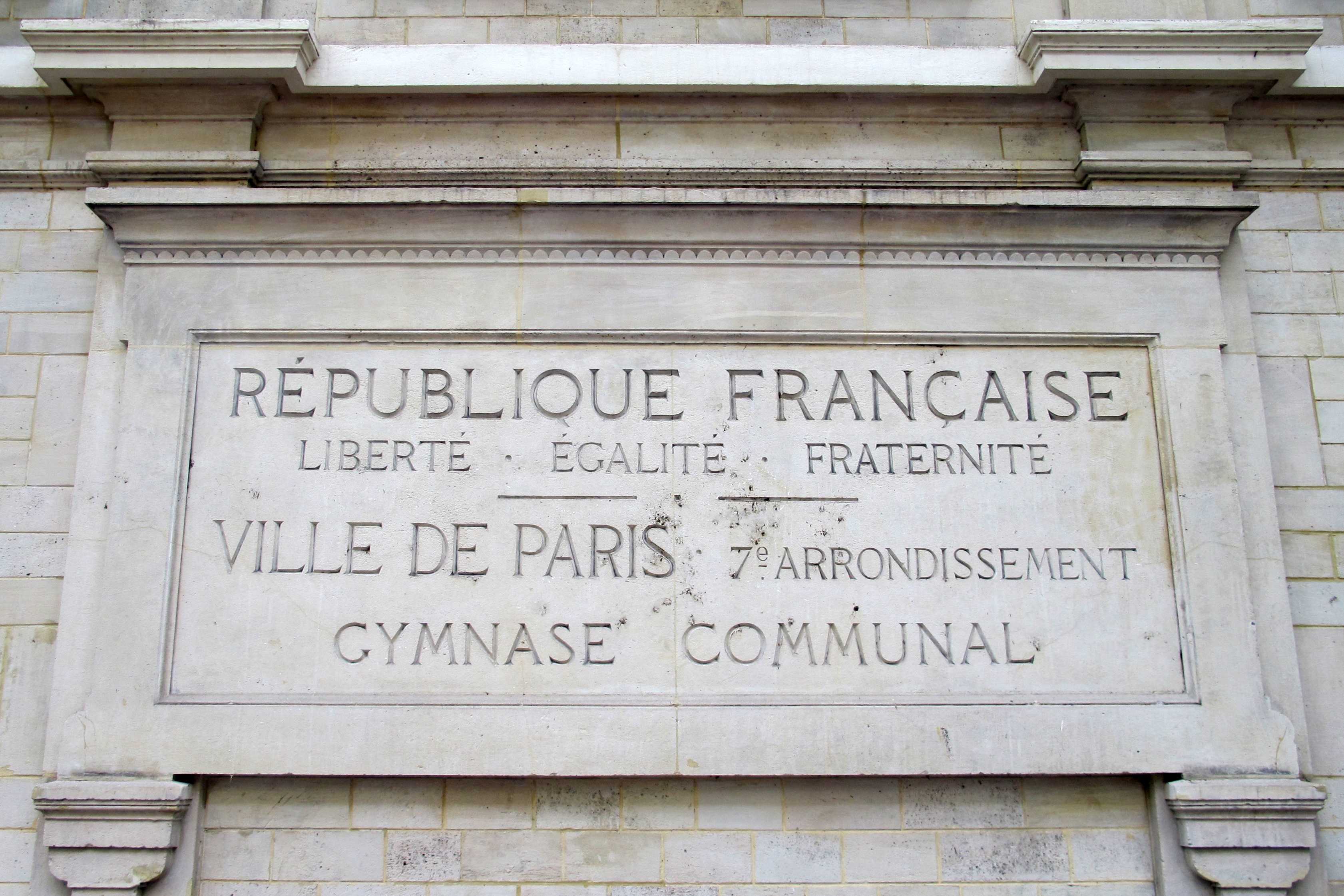
Inscription indiquant le gymnase.
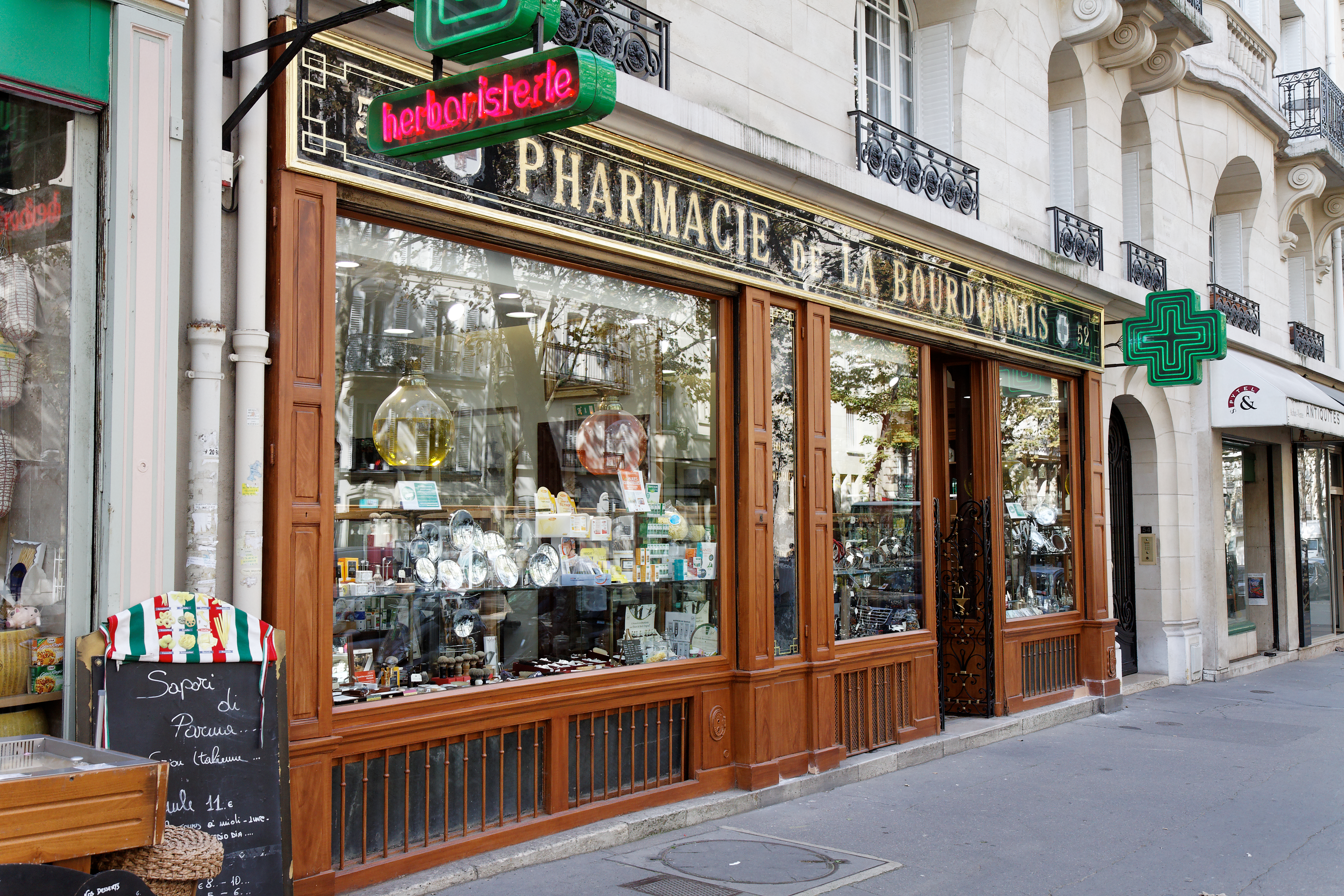
No 54.
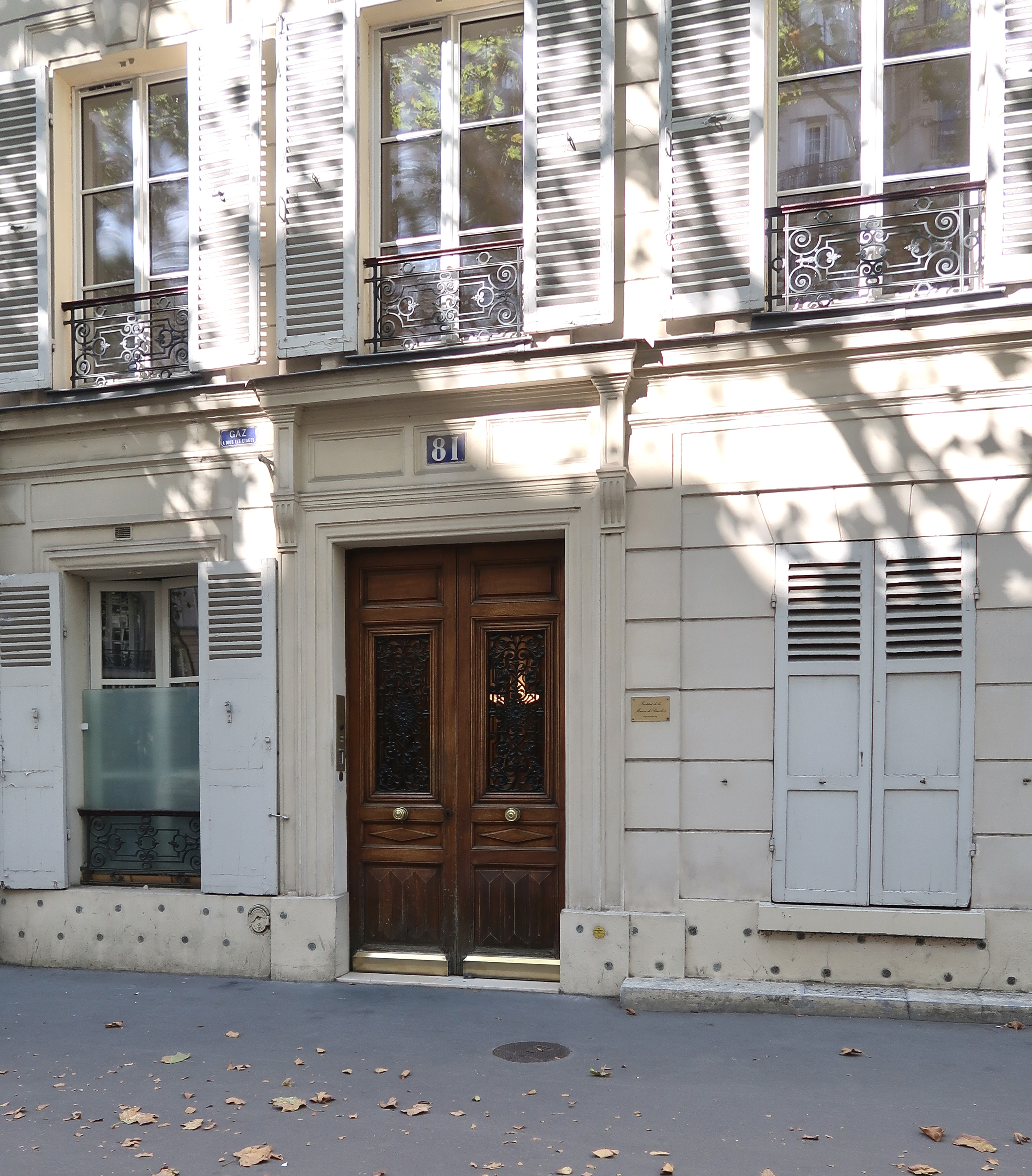
No 81.
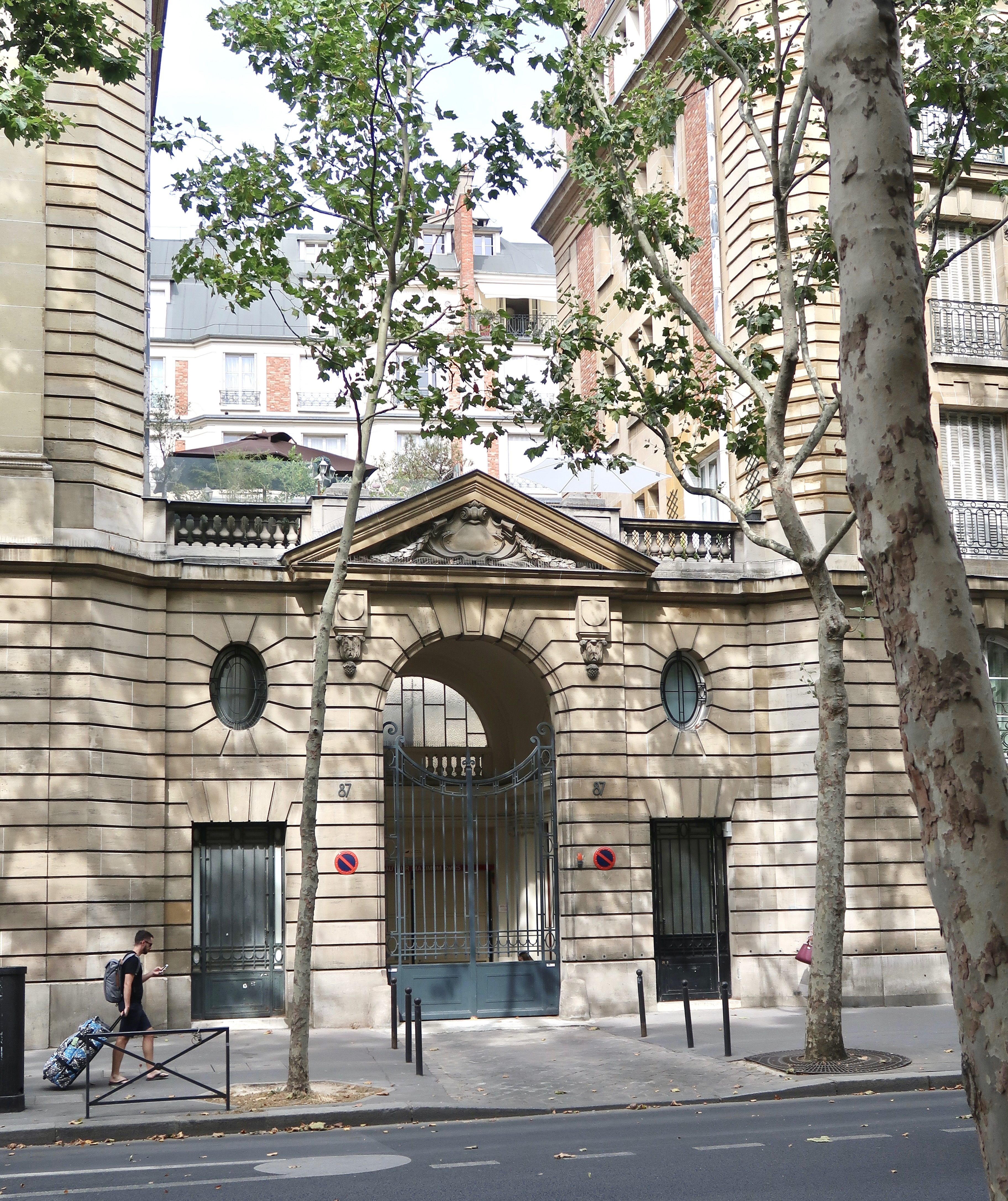
No 87.

## Galerie

Plaques commémoratives
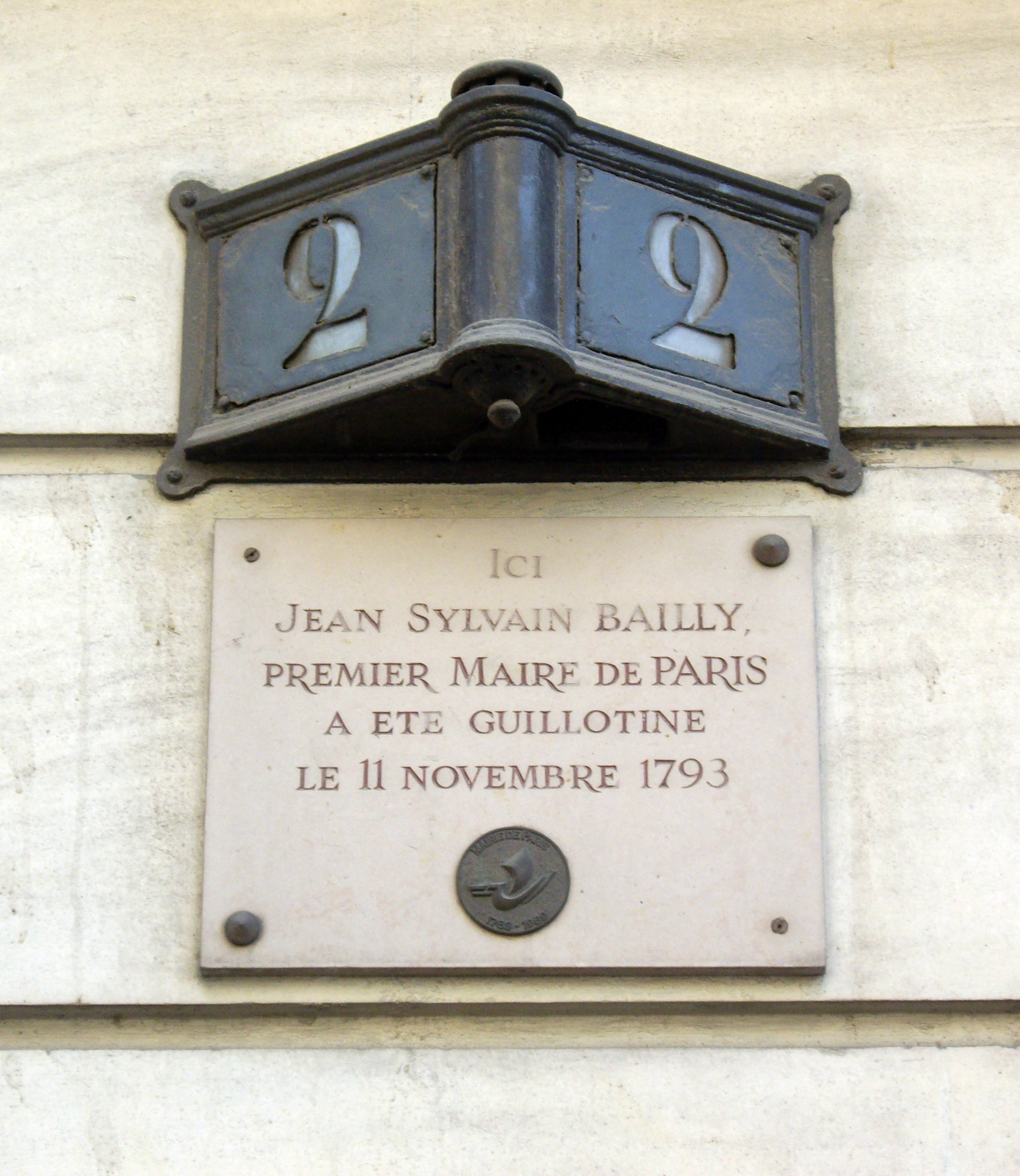
Jean Sylvain Bailly fut guillotiné à l'emplacement du no 2 en 1793.
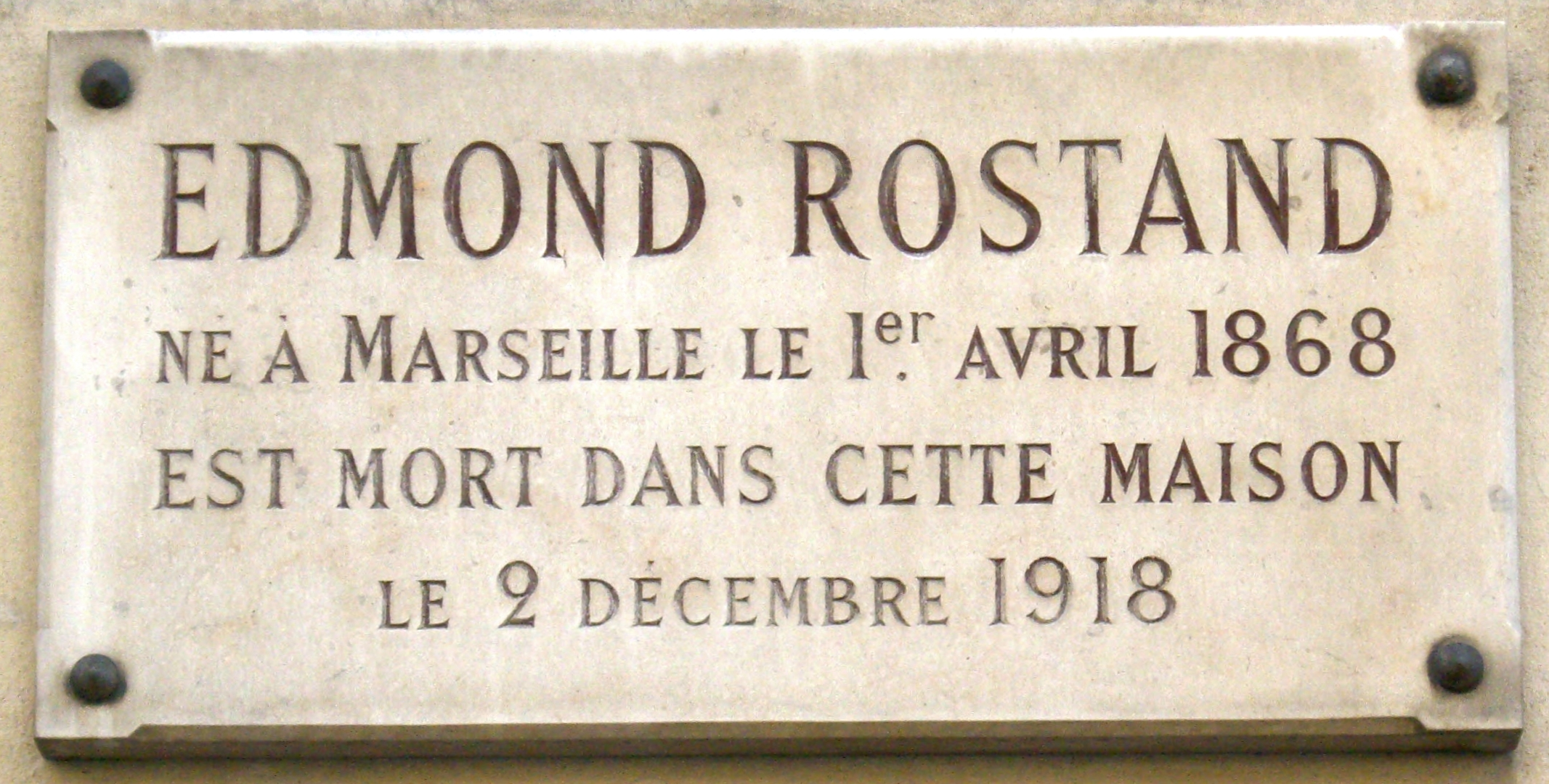
Edmond Rostand mourut au no 4 en 1918.
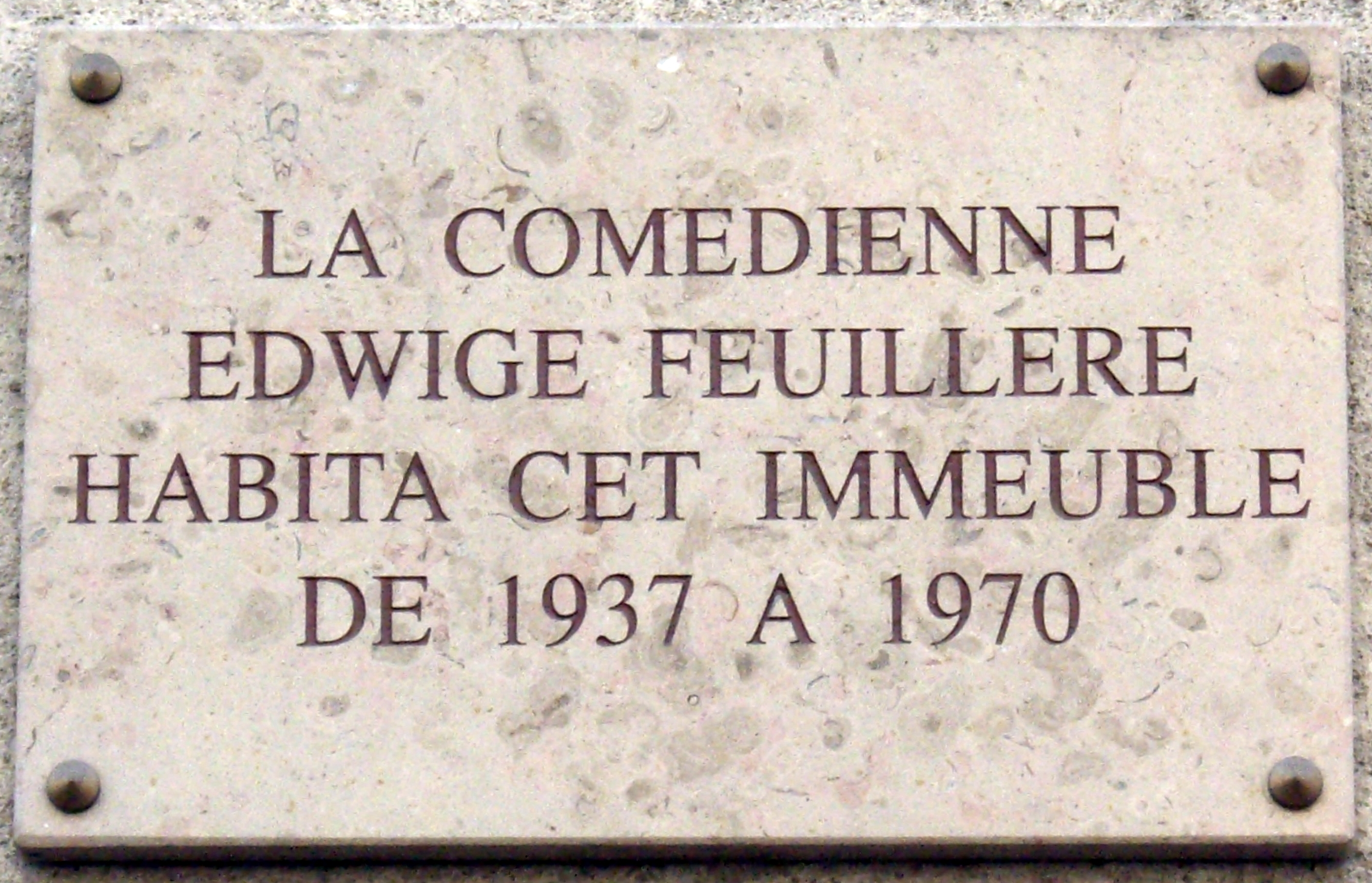
Edwige Feuillère demeura au no 16.
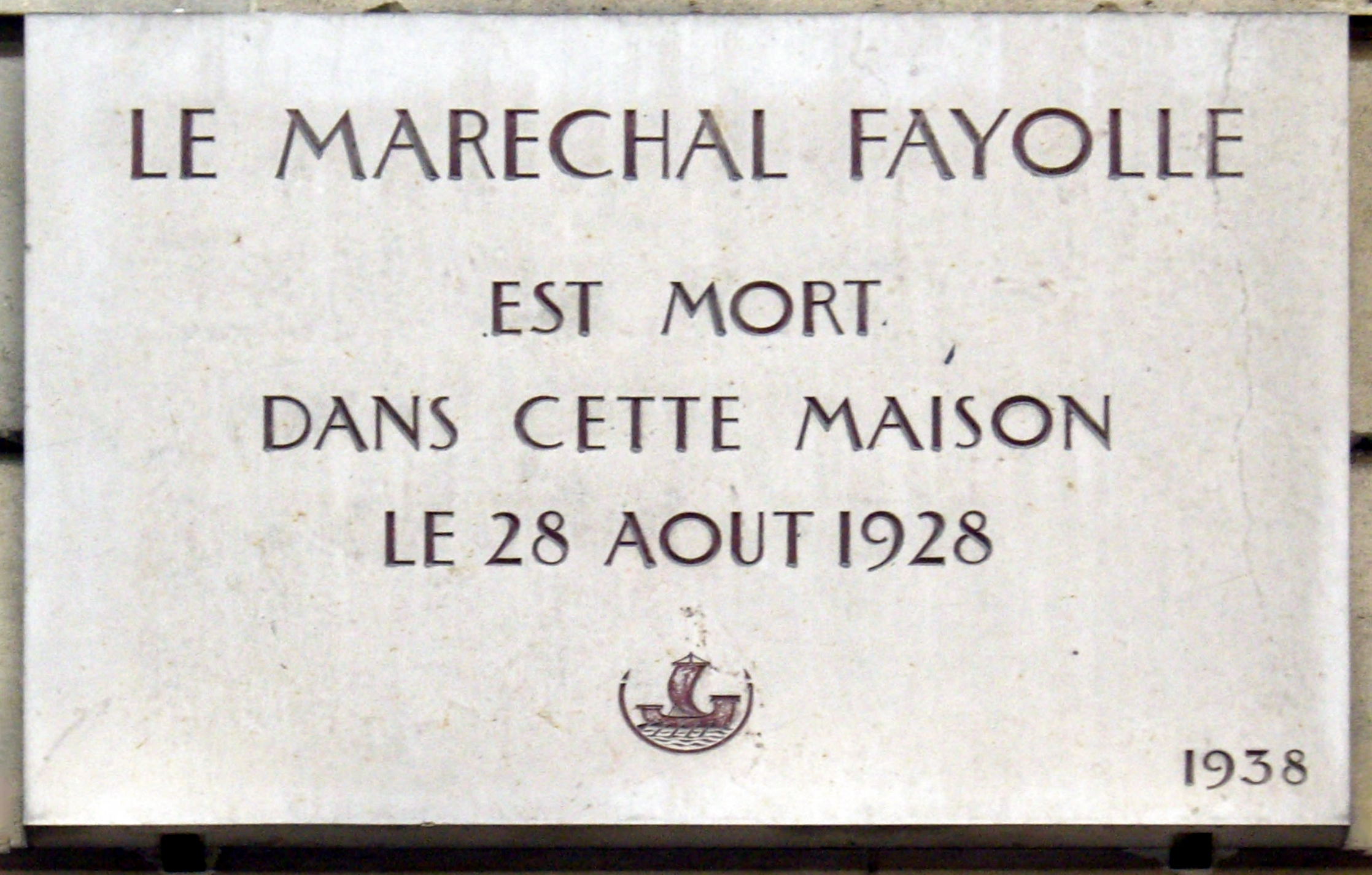
Le maréchal Fayolle mourut au no 18 en 1928.
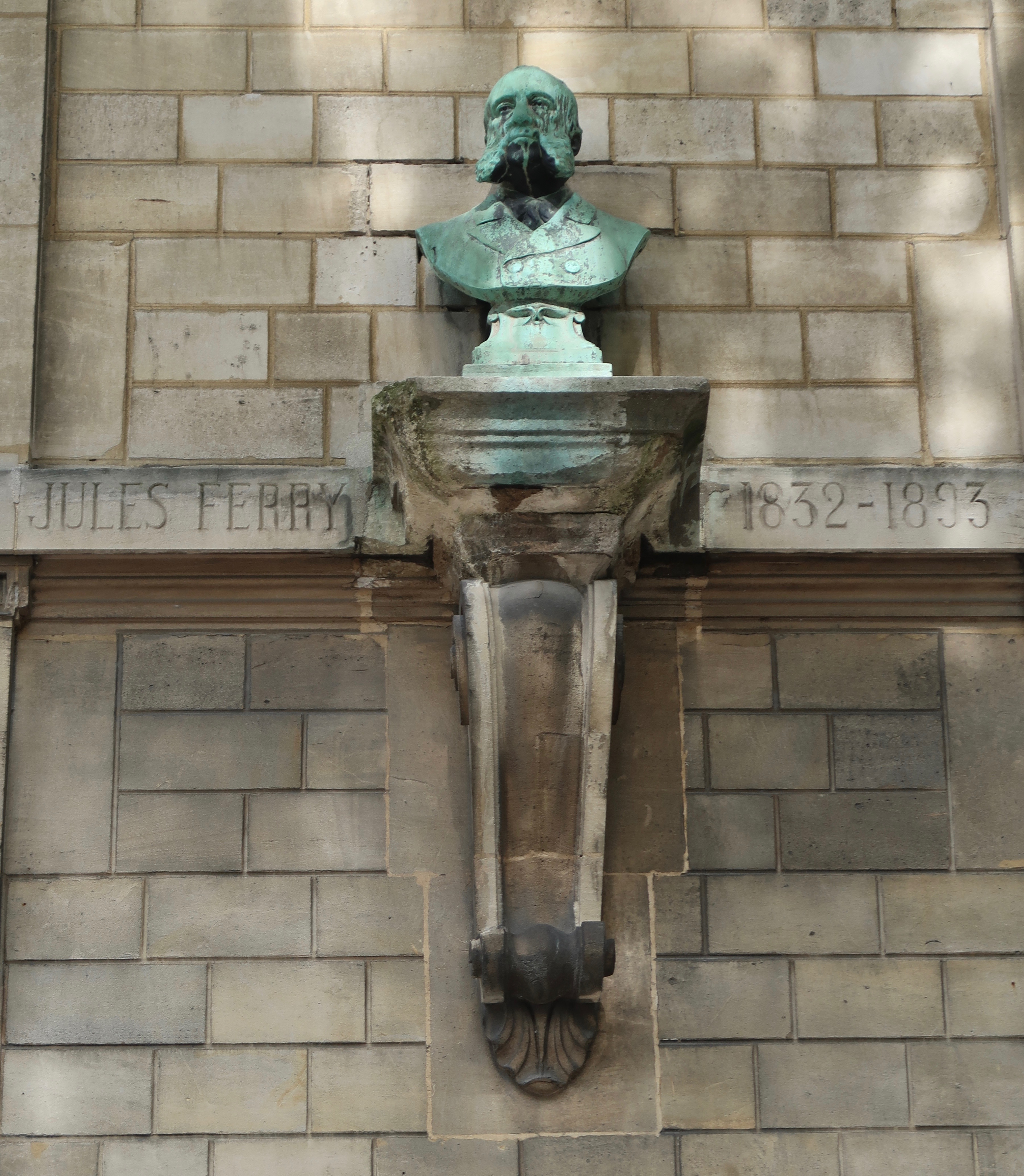
Buste de Jules Ferry au no 33 bis.
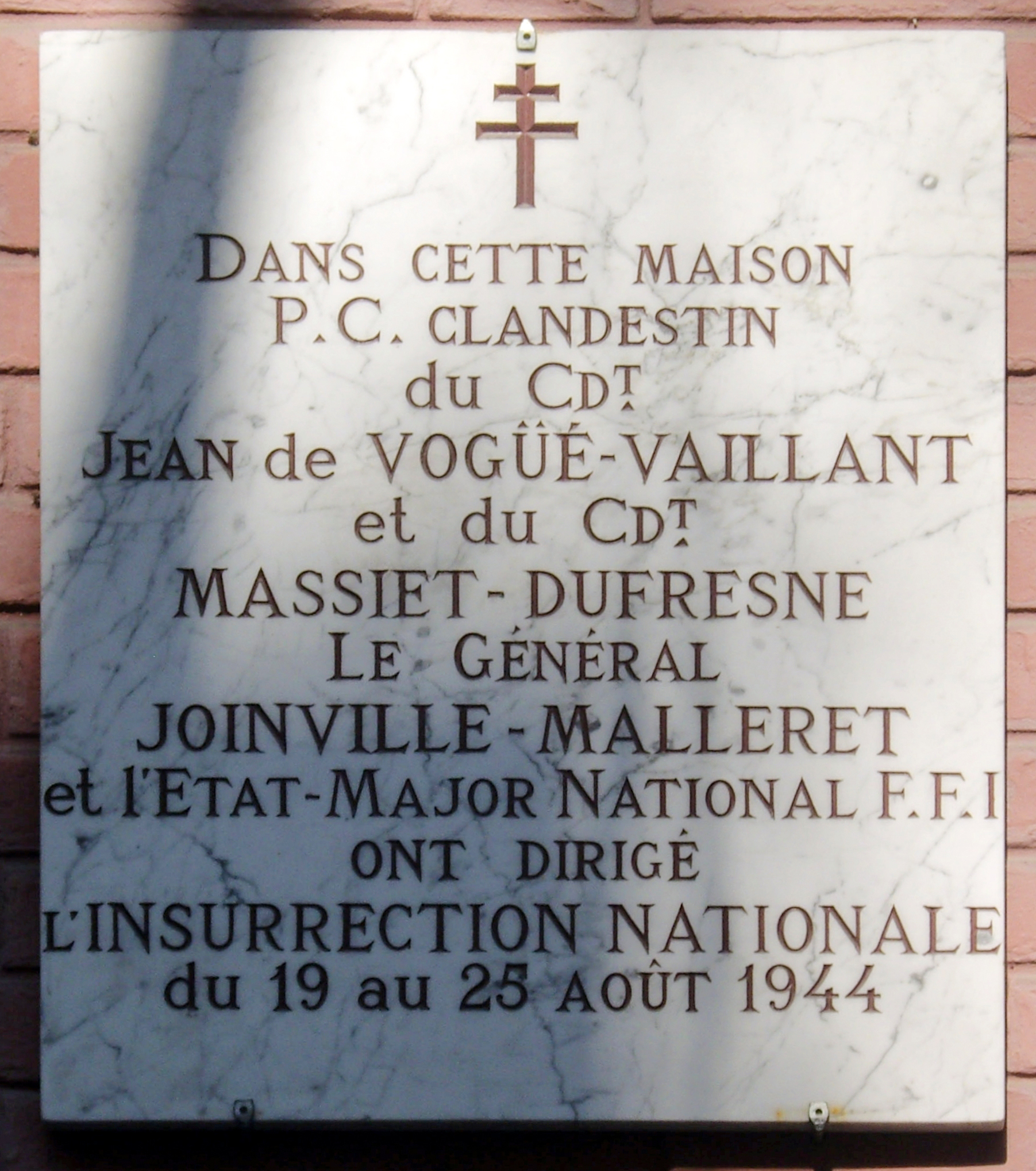
Jean de Vogüé, Raymond Massiet et Alfred Malleret-Joinville organisèrent des actions de résistance en 1944 au no 39.
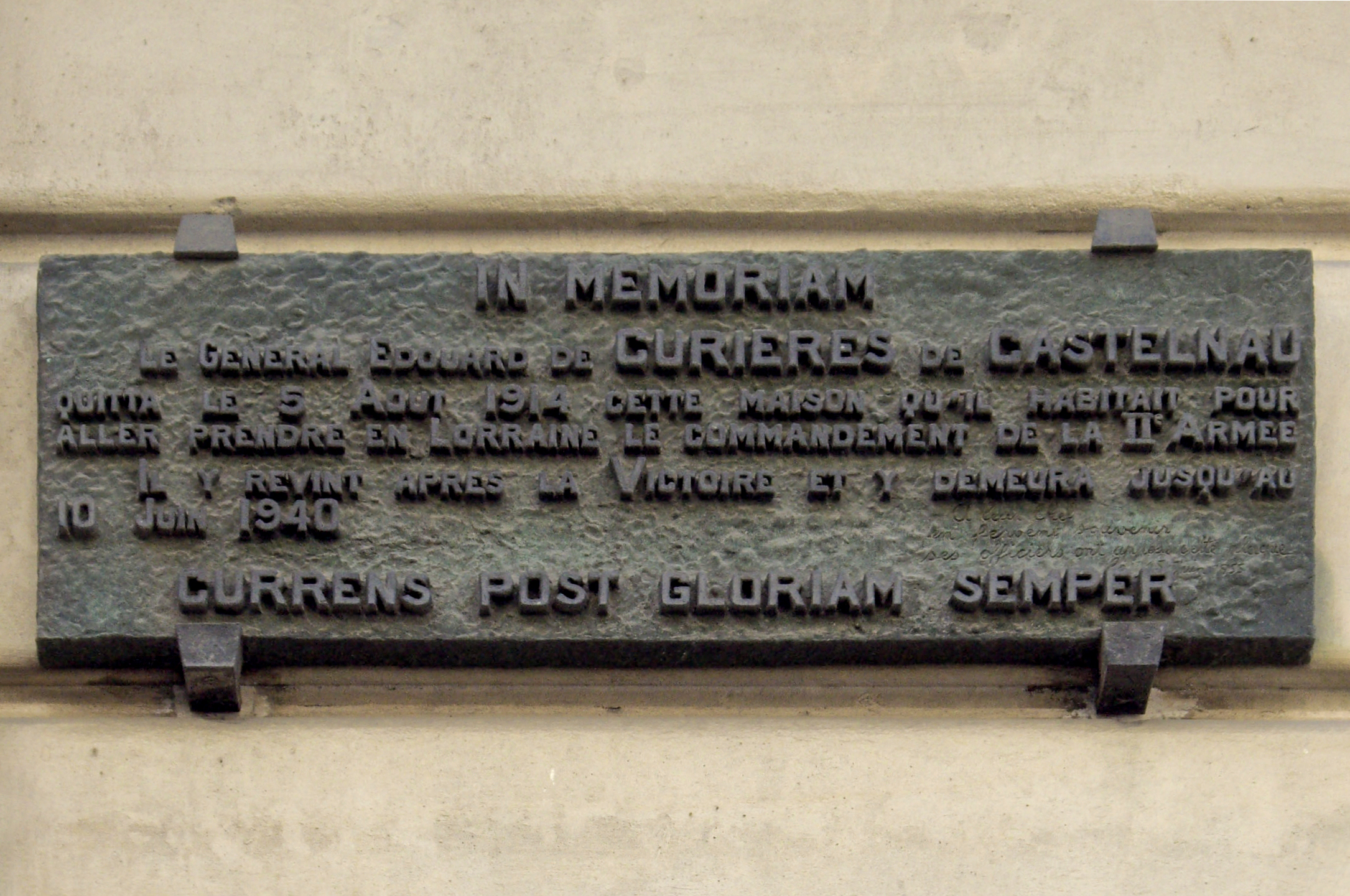
Le général de Castelnau habita au no 42.